# جون ويليام سميث
جون ويليام سميث (بالإنجليزية: John William Smith)‏ هو سياسي أمريكي، ولد في 4 نوفمبر 1792 في فرجينيا في الولايات المتحدة، وتوفي في 12 يناير 1845.